# JELLY→
JELLY→（ゼリー、Jelly）は、日本のパンクロックバンド。

## メンバー
| メンバー名 | 担当楽器         | 生年月日      | 出身地 | 備考 |
| ---------- | ---------------- | ------------- | ------ | --- |
| ヤフミ     | ボーカル、ギター | 1977年10月8日 | 愛知県 | 主な楽曲の作詞とバンドのリーダーを担当している。 ヘッドロックDJナイトでは、「DJ ORANGE」として参加している。 |
| カズキ     | ギター           | 1977年9月5日  | 愛知県 | 主な楽曲の作曲を担当。                                                                                       |
| ユータロー | ベース           | 1978年3月2日  | 福岡県 | ＣＤジャケットなどのデザインも担当。                                                                         |
| コーヘイ   | ドラム           | 1979年5月30日 | 愛知県 | かなりのBOØWYとXのファンである。                                                                             |

## 略歴
1994年、名古屋市にて前身であるヴィジュアル系バンド「DELAY」を結成。
1998年に活動拠点を東京に移し、清春（ex.黒夢、ex.SADS）のプロデュースの下、清春が設立した自主レーベル「FULLFACE」からインディーズ・シングル「ROCKER」を発売、そして一曲のみ収録のコンドーム付カセットテープ「JET GLASS」を限定リリースし話題となった。また、赤坂BLITZで行われた関係者へのお披露目ライブでは全裸になるパフォーマンスを行い、さらなる注目を集めた。
同年11月にシングル「おもちゃのピストル」で東芝EMIからメジャーデビュー。精力的にテレビ、雑誌、イベントに出演し、初のワンマンライブ「Don't stop my glowing up tour 1999」（東名阪ツアー）、「'00 TOUR "RODEO GANG ～It's now or never～"」（全国ツアー）をSOLD OUTさせる等、人気は急上昇した。
2ndアルバムの「NO NEED」では、当時流行していた典型的なメロディックパンクロックとコテコテのパンクファッションを捨てた。ミディアムテンポナンバーである「6/8」「TWO WATER FLOW」を発表するなど、表現の幅が広がったのもこの時期である。
2002年5月、東芝EMIから青空レコードへ移籍し、3rdアルバム「KISS MY WAY」をリリースした丁度その頃、野外ライブでボーカルのヤフミがステージから落下し両足骨折の重傷を負ってしまった為控えていたツアーが中止、所属していたレコード会社の契約打ち切りと共に活動休止になった。
2004年、レーベル「VELVET SNOOZER」を自らで発足し、復活ツアーを行った。
2007年6月23日、2002年に運営終了していたファンクラブ「ROCKERS」が復活。
2008年、コーヘイの女児へのわいせつ目的略取及び強制わいせつの容疑での逮捕がきっかけとなり、メンバーで協議の結果、解散となった。

### 解散後
2010年、YAFUMI、KAZUKI、YUTAROは新バンドLAID BACK OCEANを結成（2021年解散）。
YUTAROはLAID BACK OCEANを2013年に脱退しundervárを結成。2017年4月15日よりSADSに加入した。

### YAFUMIによる再開
2019年7月16日、メジャーデビュー20周年を記念し、「YAFUMI単独反抗」としてゼリ→を2020年末までの1年間限定での活動再開をは発表。
2019年8月23日、新たに録音し直した過去曲を含むオールタイムベストアルバム「BAD PHILOSOPHY」をWEB限定販売。
2019年9月11日、これまでの全8アルバムを各配信サービスで一斉配信開始。
2019年10月13日、赤坂BLITZにてゼリ→復活ライブが開催された。メンバーはYAFUMIのみ、残りはサポートメンバー。
2019年12月18日、ミニアルバム「＋×（プラスタイムス）」発売。アレンジにはKAZUKIも参加。
2020年1月9日、クラウドファンディングサイトCAMPFIREにて募集開始、目標達成。
2020年2月24日、南アフリカライブ開催。

2020年5月23日、新型コロナウィルスの影響により活動期間の延長を発表。

2020年7月31日、南アフリカで制作された新曲「NEVER ENDING STORY」を発表。
2021年、無期限の活動延期を発表。

## バンド名の意味
バンド名はコンドームに由来していて、数字で『761』と表記する事もある。

## エピソード
- 活動拠点を東京に移した当時、メンバーは2人1組（ヤフミとカズキ、ユータローとコーヘイ）で部屋を借り、同居していた。雑誌のインタビューにてヤフミは「朝起きたら目の前にモヒカン」と同居に対するコメントをしている。
- ドラムのコーヘイはメンバーのヘアスタイルを手掛けていた。1stアルバム「RODEO★GANG」、2nd「NO NEED」のSpecial Thanksにはコーヘイの美容室の店名が表記されてある。
- 清春はプロデュースについて後日、「名前を貸しただけで何もしていない」と語っているが、SADSのアルバム「SAD BLOOD ROCK'N'ROLL」の1曲目「LIAR」にはヤフミとユータローがバックコーラスとして参加している。また、5thアルバム「青空は突っ立ったまま眠っている」まではSpecial Thanksに清春、もしくはSADSのクレジットがある。
- シングル「VOLVO PUNK E.P」、アルバム「BE SILENT FUCKIN' RIOT」に収録されている曲「Freedom will be there」の詞は、ヤフミの転落事故の事や、その入院中の事から感じた内容となっている。
- ドラムのコーヘイは2003年6月23日に入籍し、同日に行われたライブにて発表した。この入籍を祝し、ヤフミから「コーヘイに捧げる曲」が披露された。
- シングル「心臓e.p」は、'06 tour "真冬の心臓"の会場限定販売で12月10日～12月25日のツアー期間内での商品だったが、「会場に足を運べないファンがオークションで高額で購入しなければいけない」という状況を不本意と感じたメンバーの意志もあり、オフィシャルサイトでの期間限定の通信販売を行うことになった。オークションでは数万円という落札額に昇っていた。

## 作品

### プレ・シングル
- JET GLASS（1999年4月30日）
- ROCKER（1999年6月30日）

### シングル
|      | 発売日         | タイトル            | 規格品番           | 備考                                 |
| ---- | -------------- | ------------------- | ------------------ | ------------------------------------ |
| 1st  | 1999年11月10日 | おもちゃのピストル  | TOCT-22014         |                                      |
| 2nd  | 2000年3月8日   | 光を放つように      | TOCT-22050         |                                      |
| 3rd  | 2000年12月6日  | SISSY DUCK          | TOCT-22100         |                                      |
| 4th  | 2001年2月16日  | 次の晴れた日に      | TOCT-22138         |                                      |
| 5th  | 2001年5月9日   | TWO WATER FLOW      | TOCT-4295          |                                      |
| 6th  | 2002年5月8日   | REVOLVER            | ZORA-501 ZORA-1001 |                                      |
| 7th  | 2003年2月20日  | VOLVO PUNK E.P      |                    | 会場限定販売CD。2021年から配信開始。 |
| 8th  | 2004年5月26日  | SPARROW             | VECA-1002          | PVとその収録風景を収めたDVD付。      |
| 9th  | 2004年6月23日  | 孤独のスパンコール  | VECA-1003          | PVとその収録風景を収めたDVD付。      |
| 10th | 2005年10月5日  | ORANGE/RAINBOW BIRD | VECA-1005          |                                      |
| 11th | 2006年12月10日 | 心臓e.p             |                    | 会場限定販売CD。2021年から配信開始。 |

### オリジナルアルバム
|     | 発売日         | タイトル                       | 規格品番   | 備考              |
| --- | -------------- | ------------------------------ | ---------- | ----------------- |
| 1st | 2000年4月19日  | RODEO★GANG                     | TOCT-24340 | オリコン最高10位  |
| 2nd | 2001年5月30日  | NO NEED                        | TOCT-24548 | オリコン最高12位  |
| 3rd | 2002年5月22日  | KISS MY WAY                    | ZORA-103   | オリコン最高27位  |
| 4th | 2003年7月20日  | BE SILENT FUCKIN' RIOT         | VECA-1001  |                   |
| 5th | 2004年11月3日  | 青空は突っ立ったまま眠っている | VECA-1004  |                   |
| 6th | 2006年4月5日   | CAPE OF GOOD HOPE              | VECA-1007  | オリコン最高112位 |
| 7th | 2008年4月23日  | FIRE ARROW                     | ASCM-6017  | オリコン最高85位  |
| 8th | 2019年12月18日 | ＋×(plus times)                | DDCZ-2245  |                   |

### VHS・DVD
|     | 発売日                                       | タイトル                                                           | 規格品番                                                  | 備考                       |
| --- | -------------------------------------------- | ------------------------------------------------------------------ | --------------------------------------------------------- | -------------------------- |
| 1st | 2000年12月06日 2001年09月19日 2008年11月12日 | BAD MANNERS REPLAY                                                 | TOVF-1355:VHS TOBF-5092:DVD TOBF-91040:初回限定特別価格版 |                            |
| 2nd | 2002年03月27日 2007年03月14日                | ALL TOMORROWS' PARTIES                                             | TOVF-1389:VHS TOBF-5121:DVD TOBF-91041:初回限定特別価格版 |                            |
| 3rd | 2002年12月18日                               | ROYAL JELLY→ V（PV集）                                             | TOBF-5186:DVD                                             |                            |
| 4th | 2003年12月17日 2004年11月03日                | VELVET SNOOZER                                                     | VEBA-1001:初回生産限定盤DVD VEBA-1004:通常盤DVD           |                            |
| 5th | 2005年05月11日                               | KNOW FUTURE                                                        | VEBA-1005:DVD                                             |                            |
| 6th | 2006年11月29日                               | VELVET SNOOZER Ⅱ                                                   | VEBA-1006:DVD                                             | オリコン最高169位          |
| 7th | 2008年09月24日                               | FIRE ARROW～LIVE AT AKASAKA BRITZ 2008 0623～                      | ASBM-4159:DVD                                             | オリコン最高180位          |
| 8th | 2020年06月23日                               | ゼリ→ 20th Anniversary Live “BAD PHILOSOPHY” LIVE AT AKASAKA BLITZ | DVD                                                       | オンラインショップ数量限定 |

### コンピレーション/ベスト/ライブ
|        | 発売日                        | タイトル                                         | 規格品番            | 収録曲 |
| ------ | ----------------------------- | ------------------------------------------------ | ------------------- | --- |
| ベスト | 2002年12月18日                | ROYAL JELLY→                                     | TOCT-24913          | AND MYSELF ALL TOMORROWS' PARTIES |
| 参加   | 2003年8月6日                  | THE BLOOD FLOWS ON ～JUN SKY WALKER(S)～ TRIBUTE | MTCA-1008           | エンジェル |
| 参加   | 2003年12月24日 2007年12月24日 | BOØWY Respect                                    | FLCF-3994 FLCF-4211 | BAD FEELING |
| ライブ | 2006年3月29日                 | LIVE at CBGB 2006                                | ITUNES期間限定販売  | 1.KLAXON ON THE RADIO 2.Black Nite Crash 3.I WANNA BE CRAZY 4.おもちゃのピストル |
| 参加   | 2006年9月6日                  | パンクロック・バトルロイヤル4                    | GNCL-1075           | READY STEADY GO （原曲：ジェネレーションX） |
| 参加   | 2007年12月5日                 | SINGS ～Winter, and Luv～ (SATOMI')              | ZZCD-31201          | And Myself (feat. JELLY→) |
| ベスト | 2009年8月25日                 | BGM Of Punks Whereabouts（未発表曲集＋ベスト盤） |                     | 通販限定販売。2021年から配信開始。 |
| ベスト | 2019年8月23日                 | BAD PHILOSOPHY                                   | PPMC-1003           | 1.ROCKER（2019 Cremation Ver.） 2.RODEO RADIO（2019 Cremation Ver.） 3.おもちゃのピストル（2019 Cremation Ver.） 4.光を放つように（2019 Cremation Ver.） 5.次の晴れた日に（2019 Cremation Ver.） 6.ALL STAR 7.REVOLVER 8.フォルム 9.アロワナ 10.VELVET SNOOZER 11.メキシコには逃げられない 12.SPARROW 13.STAY GOLD 14.RAINBOW BIRD 15.ORANGE 16.FIRE ARROW 17.回転未来 18.OUR LOOOONG ROAD |

### その他
- LOAN OF HAPPY（未発表曲）

## タイアップ一覧
| 使用年 | 曲名           | タイアップ                                                    | 初出作品                   |
| ------ | -------------- | ------------------------------------------------------------- | -------------------------- |
| 2000年 | SISSY DUCK     | 日本テレビ系『AX MUSIC-FACTORY』AX POWER PLAY#011テーマソング | シングル「SISSY DUCK」     |
| 2001年 | 次の晴れた日に | 日本テレビ系『AX MUSIC-FACTORY』AX POWER PLAY#022テーマソング | シングル「次の晴れた日に」 |
| 2001年 | PEACE MAKER    | 日本テレビ系 shin-D『御臨終』主題歌                           | シングル「TWO WATER FLOW」 |
| 2002年 | REVOLVER       | 日本テレビ系『AX MUSIC-TV』AX POWER PLAY#003テーマソング      | シングル「REVOLVER」       |
| 2008年 | FIRE ARROW     | 日本海テレビ『プリン・ス2』2008年4月度エンディングテーマ      | アルバム「FIRE ARROW」     |

## 出演
- 2000年12月20日・2001年01月12日・2月22日・05月10日・06月08日・09月07日 - 日本テレビ系「AX MUSIC FACTORY」
- 2001年02月16日・05月11日・2002年05月24日 - テレビ朝日系「ミュージックステーション」
- 2001年03月03日・2002年06月01日 - NHK「ポップジャム」
- 2001年03月08日・06月22日・08月11日 - TBS系「BLITZ INDEX」
- 2001年05月08日 - テレビ朝日系「BREAK OUT」
- 2001年05月11日 - テレビ東京系「Melodix!」